# Muž, který stál v cestě
Muž, který stál v cestě (ukrajinsky Вторгнення. Операція «Дунай») je koprodukční česko-litevsko-ukrajinské historické filmové drama z roku 2023 režiséra Petra Nikolaeva. Protagonistou filmu je František Kriegel, jediný člen československé politické delegace unesené do Moskvy, který po invazi vojsk Varšavské smlouvy do Československa odmítl podepsat Moskevský protokol. Je natočen dle stejnojmenného románu Ivana Fíly, který jej měl také původně režírovat.

## Obsazení
| Tomáš Töpfer       | František Kriegel, předseda Národní fronty                                                                  |
| Zuzana Mauréry     | Riva Krieglová, manželka Františka Kriegela                                                                 |
| Adrian Jastraban   | Gustáv Husák, místopředseda československé vlády                                                            |
| Alois Švehlík      | Ludvík Svoboda, prezident ČSSR                                                                              |
| Jiří Ployhar       | Oldřich Černík, předseda vlády ČSSR                                                                         |
| Daniel Heriban     | Alexander Dubček, první tajemník ÚV KSČ                                                                     |
| Přemysl Bureš      | Josef Smrkovský, předseda Národního shromáždění                                                             |
| Oleksandr Ignatuša | Leonid Iljič Brežněv, generální tajemník ÚV KSSS                                                            |
| Jaroslav Mendel    | Vasil Biľak, člen ÚV KSČ, hlavní postava protireformního křídla KSČ                                         |
| Miroslav Táborský  | MUDr. Smrčka                                                                                                |
| Zuzana Kajnarová   | Zora Hynská, redaktorka ČST a Kriegelova příbuzná                                                           |
| Lukáš Kantor       | Josef Špaček, proreformní politik KSČ                                                                       |
| Antonín Kala       | Drahomír Kolder, člen protireformního křídla KSČ                                                            |
| Jan Fiala          | Alois Indra, člen protireformního křídla KSČ                                                                |
| Jaroslav Pížl      | Vrána, kapitán StB                                                                                          |
| Kajetán Písařovic  | Čalkovský, kapitán StB                                                                                      |
| Gustav Řezníček    | Jan Piller, politik KSČ                                                                                     |
| Vojtěch Malchárek  | Kriegelův řidič Jiří Zelinka                                                                                |
| Oleksandr Klauning | Alexej Nikolajevič Kosygin, člen politbyra (nejužšího vedení) ÚV KSSS                                       |
| Viktor Koševenko   | Nikolaj Viktorovič Podgornyj, předseda Prezídia Nejvyššího sovětu Svazu sovětských socialistických republik |
| Ivan Shvedoff      | Stěpan Vasiljevič Červoněnko, sovětský velvyslanec v ČSSR                                                   |

## Děj
Film je zasazen do období přelomového roku 1968, který se hluboce zapsal do dějin Československé republiky. Ústřední postavou je František Kriegel, předseda Národní fronty Čechů a Slováků a člen předsednictva Ústředního výboru Komunistické strany Československa, který zároveň pracuje jako přísný a zásadový primář v nemocnici.
Během Pražského jara se k moci dostala vláda vedená Alexandrem Dubčekem, která v zemi zavedla reformy s cílem vybudovat model „socialismu s lidskou tváří“ – demokratičtější a liberálnější formy socialismu, která lidem přiznávala mj. i nárok na jiný názor. Tato politika se stala trnem v oku vedení SSSR, které se obávalo odklonu Československa z tábora socialistických zemí a ztráty svého vlivu v zemi. Generální tajemník ÚV KSSS Leonid Iljič Brežněv požaduje po Dubčekovi zastavení těchto reforem, znovuzavedení cenzury a odvolání některých členů vlády, zejména Františka Kriegela. Vyhrožuje, že použije i jiné prostředky než pouze diplomatické.
Reformy mají své odpůrce i v Komunistické straně Československa, toto protireformní křídlo zastupované zejména Vasilem Biľakem, Drahomírem Kolderem a Aloisem Indrou podepíše tzv. Zvací dopis, ve kterém žádá Sovětský svaz o rázný zásah proti hrozící kontrarevoluci. Ten se stane záminkou k invazi vojsk Varšavské smlouvy do Československa (známé také pod názvem Operace Dunaj) 20. srpna 1968. Dochází k zadržení čelných představitelů reformistů Sovětskou armádou, Alexander Dubček, Oldřich Černík, Josef Smrkovský, František Kriegel, Josef Špaček a další jsou odvlečeni do Moskvy. Brežněv po nich požaduje podepsání tzv. Moskevského protokolu, aby před světovým společenstvím vojenská invaze nabyla zdání legitimity a prezentovala se jako "bratrská pomoc spřátelených zemí".
Aby zabránil krveprolití, odjíždí československý prezident Ludvík Svoboda do Moskvy na jednání s Leonidem Brežněvem. Bere s sebou jako člena delegace i Gustáva Husáka. Svoboda, nositel vyznamenání Hrdina Sovětského svazu, apeluje na Brežněva, aby propustil vězněné politiky. Odvolává se na vzájemné přátelství. Brežněv souhlasí s propuštěním pod podmínkou podpisu protokolu všemi zadrženými a následné demise Dubčekovy vlády. Husák vystupuje jako prostředník mezi reformisty a sovětským vedením. Stejně jako prezident Svoboda ví, že jejich manévrovací prostor ve vyjednávání je velmi omezený. Protokol postupně podepíší všichni členové vlády kromě Františka Kriegela. Ten zůstane věrný svým ideálům a přes velký nátlak a vydírání svůj podpis na dokument nepřipojí.
Po propuštění ze sovětského zajetí a návratu do Prahy národ netrpělivě očekává projev Alexandra Dubčeka. Dubčekovy chabé naděje na možné pokračování reformního kurzu mu Kriegel rázně vyvrátí. Je mu jasné, že v zemi zakrátko zavládne tuhá diktatura prosazovaná Sověty. Zlomený Dubček nemá sílu na odpor. Kriegel je na schůzi ÚV KSČ svými kolegy obviněn z nezodpovědnosti, která mohla vést k eskalaci situace. Obvinění odmítá. Je odvolán z předsednictva ÚV KSČ a také zbaven funkce předsedy Národní fronty Čechů a Slováků, vyloučen z Komunistické strany a brzy poté zbaven funkce primáře v nemocnici. Dostane se mu však podpory v podobě děkovných dopisů od mnoha lidí. Podílel se na rozvoji stávajícího systému moci, ale věřil, že bojuje za jeho zlepšení.
Kriegel žije v ústraní, než prodělá infarkt myokardu, na jehož následky později zemře.
Po jeho smrti založila Nadace Charty 77 Cenu Františka Kriegla „za mimořádné zásluhy v boji za lidská práva a občanské svobody, národní nezávislost, suverenitu a demokracii“.

## Výroba
První přípravy začaly v roce 2016, kdy Ivana Fílu oslovil producent Miloš Šmídmajer s nápadem natočit film o Kriegelovi. Fíla souhlasil a napsal knihu Muž, který stál v cestě. Úspěch knihy vydláždil cestu k filmové adaptaci. Fíla měl film sám režírovat, hlavní role Františka Kriegera se ujal Tomáš Töpfer. Výroba byla později kvůli konfliktům mezi Fílou a Šmídmajerem zastavena. V únoru 2020 se Šmídmajer rozhodl Fílu nahradit jiným režisérem. Natáčení bylo zahájeno v listopadu 2021 v ukrajinském Kyjevě s režisérem Petrem Nikolaevem. Mimo herecké obsazení se změnilo i koprodukční zázemí, místo původně avizované České televize práva na vysílání koupila TV Nova pro nasazení na Voyo.
Zvláštní symboliku dostal snímek o invazi do Československa v roce 2022. Natáčelo se v hlavním městě Ukrajiny, Kyjev ve filmu zobrazoval Moskvu. V únoru 2022 zahájila ruská armáda invazi na Ukrajinu, což ovlivnilo přípravy filmu. Točilo se i ve městě Buča (na podzim 2021), které po ruském vpádu smutně proslulo masakrem na civilním obyvatelstvu.
Dokončení natáčení bylo oznámeno v srpnu 2022. Dne 31. března 2023 byl vydán první trailer s premiérou filmu stanovenou na 25. května 2023.